# Escola Miquel Bleach
L'Escola Miquel Bleach és el centre educatiu més antic del barri d'Hostafrancs de Barcelona.

## Història
El 3 de març del 1894, una comunicació al president de la Junta d'Instrucció Pública informava del trasllat de l'escola al nou local des del «primer piso que ha venido ocupando dicha escuela, a la nueva construcción adosada a la Tenencia de Alcaldia de este distrito.»
Es troba en un edifici modernista al darrere de la seu del Districte de Sants-Montjuïc, que ha acollit diversos serveis a part del d'escola, com policia i bombers. Es va ubicar al mateix espai on s'havien donat classes, de manera no-oficial, per als fills dels treballadors de les fàbriques tèxtils del Vapor Vell i l'Espanya Industrial, entre d'altres.
L'any 1936 se li va donar el nom de Miquel Bleach, en honor del mestre i pedagog nascut al barri.
Ha estat guardonada amb diversos premis com la Medalla d'Honor l'any 2013 i el Premi Ciutat de Barcelona 2015 en la categoria d'educació per la seva participació en el projecte Tandem amb el Museu Nacional d'Art de Catalunya l'any 2016.
L'any 2019 es va decidir fusionar l'escola Miquel Bleach amb l'Institut Joan Coromines, amb la previsió que l'actual edifici es destini a ampliar les oficines de la seu del districte.